# 列治文 (卑詩省)
列治文是加拿大卑詩省的一个城市，坐落于东太平洋边缘海萨利希海沿岸的鲁鲁岛，乃大温哥华地区的一部分。其邻近区域包括北面的温哥华和本拿比市，东面的二埠市（或稱新西敏市），以及南面的三角洲市，西面隔着乔治亚海峡与温哥华岛东南沿岸的小群岛相望。

## 歷史

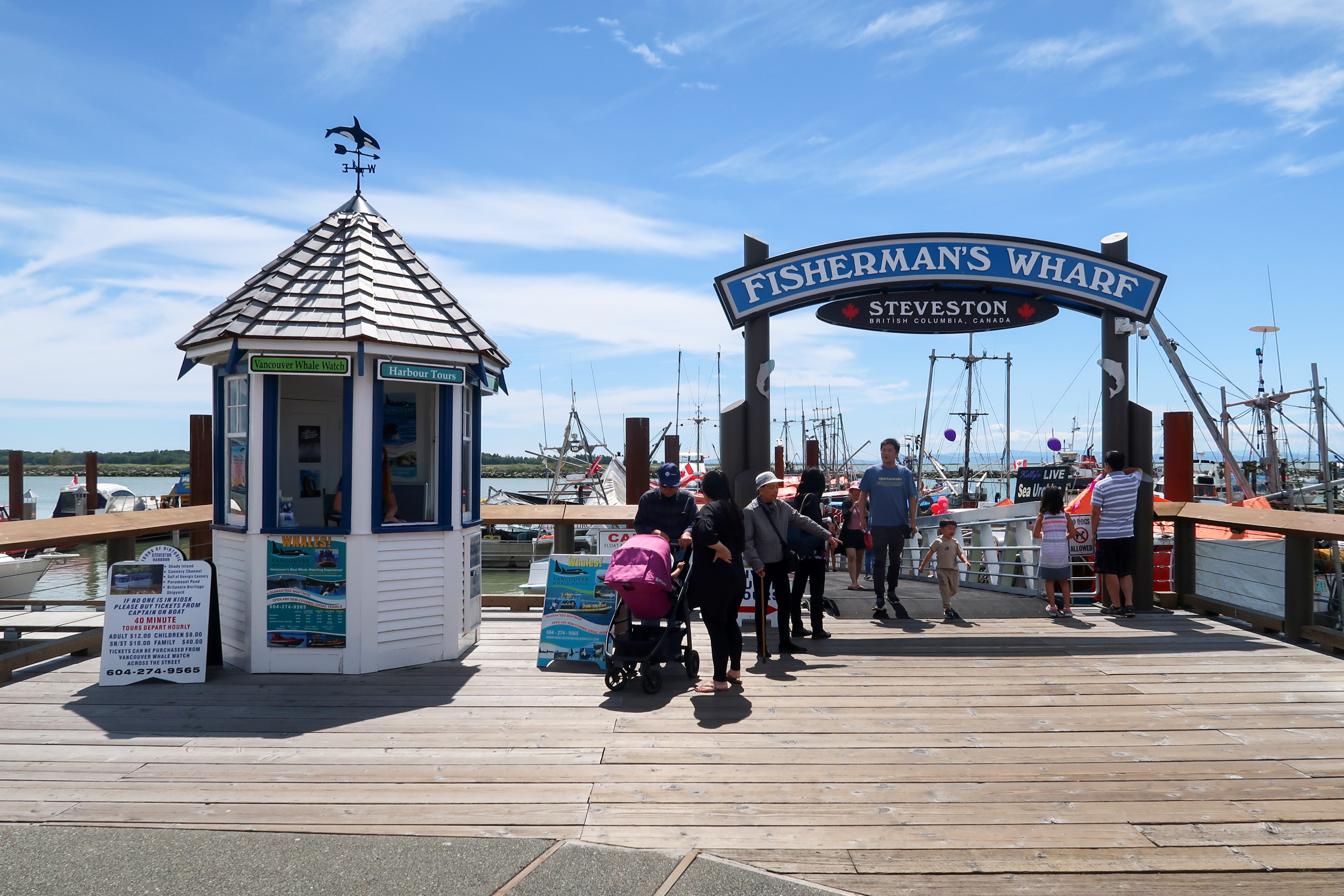
史提夫斯頓漁人碼頭

歐洲裔移民於1860年代抵達列治文，並開始務農。鲁鲁岛的内陸主要是沼澤，不利於陸路交通，居民出入傾向以划艇代步，區内早期聚落因此主要沿著菲沙河而建。而由於列治文地勢較低，居民也需先修築堤壩和抽走土地的水分才能展開耕種。居民並逐漸意識到建立地方行政架構有利興建和保養堤壩、道路和橋樑等基礎建設，因此向省政府申請設立地區政府，並於1879年11月10日正式設立「列治文自治市」（Municipality of Richmond）。「列治文」這名字的來源眾說紛紜，跟安大略省、英國甚至澳洲有关，但至今尚无定论。
列治文的漁業於1880年代發展理想，沿河一列漁產品加工場相繼落成以處理漁獲，連帶造船業也頗為興旺。來自日本的漁民被吸引到列治文作業，而被遣散的鐵路華工和原住民也陸續到列治文的漁工場和船廠工作。魯魯島西南部的漁村史提夫斯頓發展成區内的漁業重鎮，現在此處仍然有一個運作的漁人碼頭，而當年的漁村已成為多個博物館和歷史遺跡的所在地。
1910年3月25日，卑詩省的首次飛行在列治文的明納努馬場舉行（馬場現已改為大型民娛康樂設施）。溫哥華地區的首個機場設於列治文現亞歷山大路夾花園城市路一帶，到1931年則遷往海島，並演變成今日的溫哥華國際機場。
列治文於20世紀後期出現迅速的人口增長，並於1990年12月3日正式升級為「市」（city）。

## 地理及氣候
列治文包含了菲沙河三角洲大部分島嶼，其中以魯魯島為面積最大和人口最稠密（該島的東端則是屬於鄰近的二埠）。海島為第二大島，是溫哥華國際機場的所在地。此二島再加上13個島嶼就構成了列治文市，總面積129.66平方公里。
由於列治文市的所有土地都是屬於沖積平原，使得這地區擁有大量肥沃的沖積土，因此這地區成為十九世紀歐洲人在不列颠哥伦比亚省首個被開墾的地區之一。但由於這些島嶼高度平均只有海拔一米，它們易於受洪水所困擾，尤其是在漲潮的時候（有傳說盛傳列治文是處於海拔之下）。有見及此，早在開埠初期居民已開始建造河堤防洪。現時列治文的所有主要島嶼都已由河堤所保護（與荷蘭的河堤和新奥尔良的堤壩截然不同）。儘管如此，若列治文遭遇地震的話，河堤會有破裂的可能性，導致土壤的沖積層受到土壤液化，造成嚴重的破壞。又若菲沙河遭受到異常地多的春季淡水入流的話，列治文也會有觸發大型水災的可能性。在這些河堤之上多數都有設置康樂徑，是列治文總面積達1400英畝（5.67平方公里）的郊野用地的一部分。
列治文氣候溫和，而降雨量平均比鄰近的溫哥華少三成，是基於它沒有溫哥華般靠近山區，不能留住雨雲的緣故。列治文冬天不常下雪，夏天則比較溫暖。在寒冷的日子列治文很容易會被大霧濃罩著。

## 人口

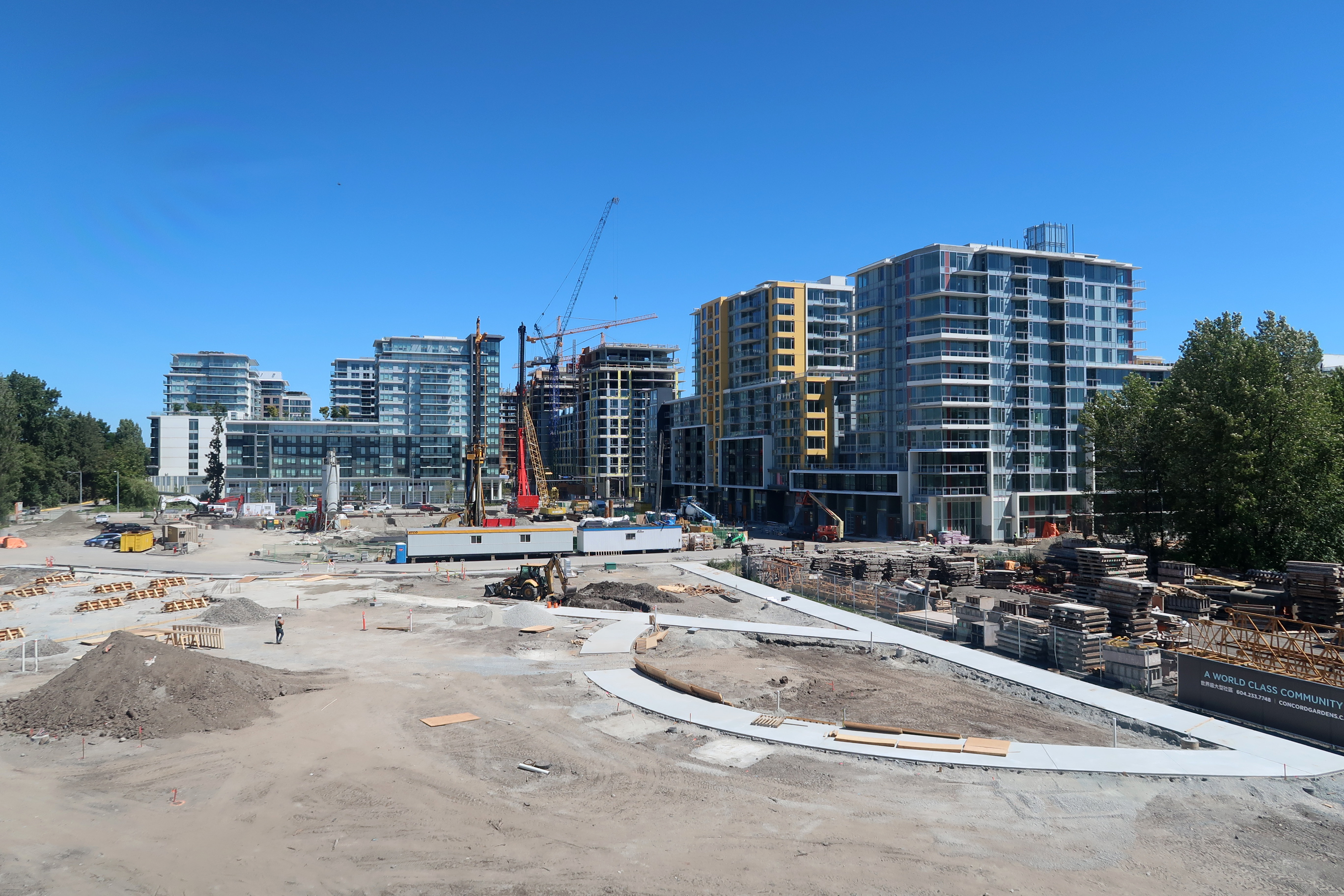
列治文近年有不少住宅正興建中（2018年）

列治文市2016年的人口普查有198,309人，在大温地区以至卑诗省的众多城市中排行第4名，仅次于温哥华（631,486人）、素里市（517,887人）及本拿比市（232,755人）。
列治文的可见少数族裔人口占全市的70.4%，比例为加拿大前列。该市逾7成人口属華人，其中大部分是1990年代移民加拿大的香港、台湾和中国大陆移民，為北美洲中最多華人的城市。其他居住在列治文的亚裔来自印度、菲律宾与日本等国家。
根据加拿大統計局的资料分析，列治文的居民是全加拿大人均预期寿命最长的，达到83.4岁；而且也是全加拿大肥胖和吸烟比例最低。

## 政府架構

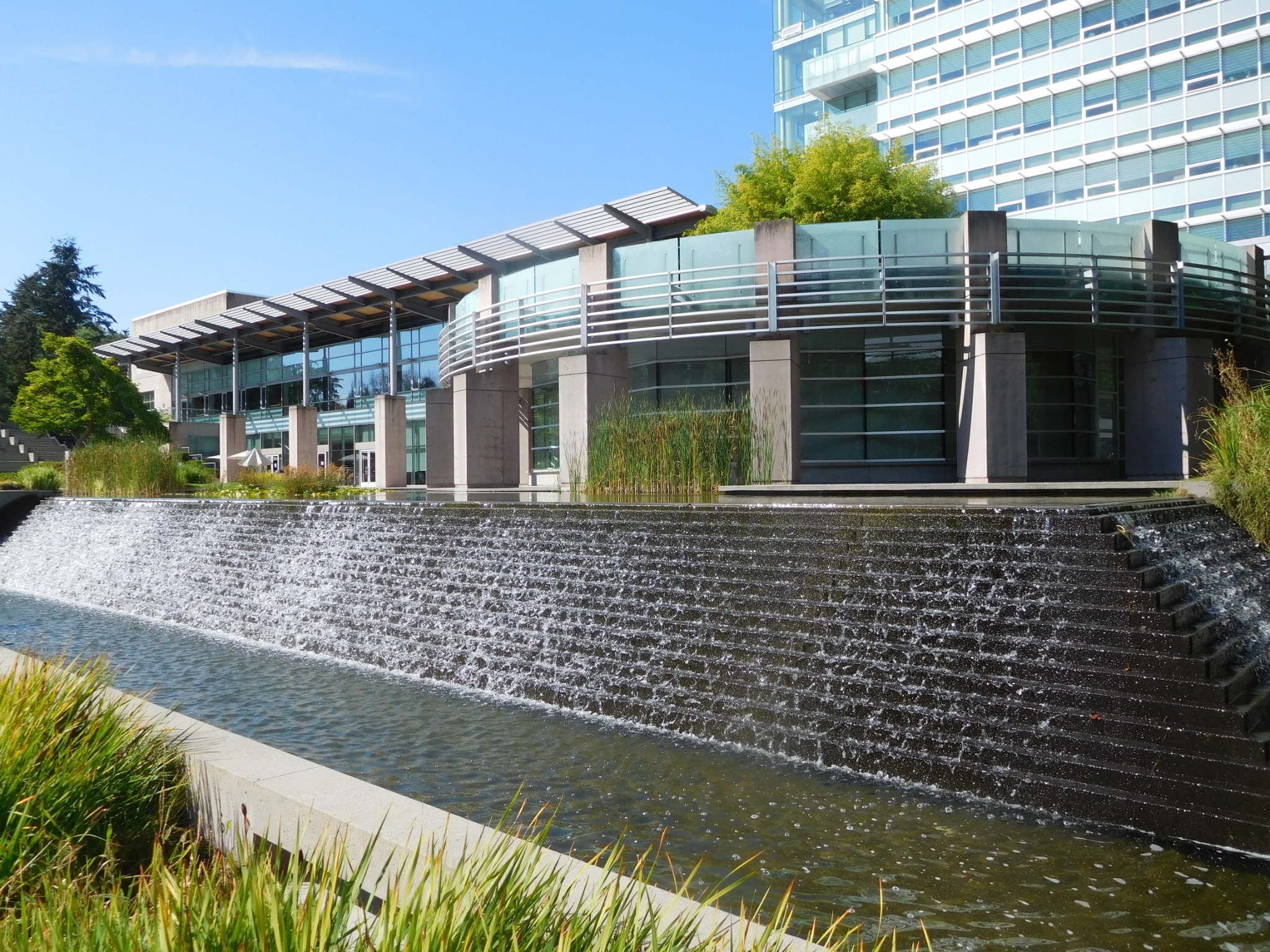
列治文市政府大樓

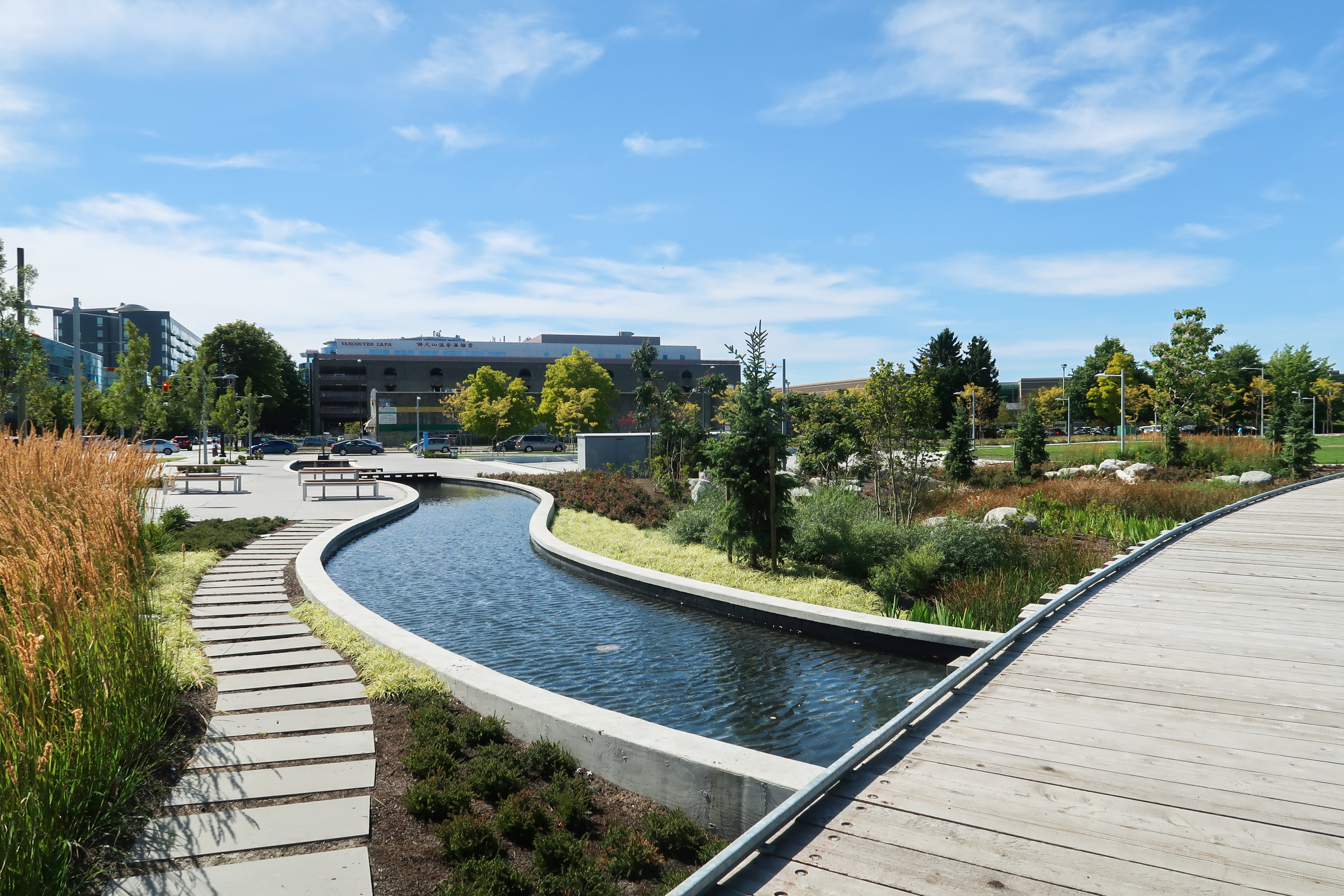
Aberdeen Park

作為一個中產市郊社區，列治文在選舉時會傾向於中間至保守路線，出乎意料的結果則不常見。

### 市政府选举
现任市长为马保定，于2001年10月初次当选，连同一个8人的市议会与一个7人的校务委员会就构成了列治文市政府的民选部分。最近一次的市选在2018年10月举行。
列治文市政府的成员大多都属于不同的地区政党，情况与温哥华类似，但跟其他卑诗省地区的政治风气截然不同。不过普遍来说，这些政党组织松散，所以有政党解散或有新政党形成已是家常便饭。

### 省政府選舉
在卑詩省議會，93個席位裡面列治文一共佔三席。在2024年的省議會選舉中，卑詩保守黨取得了這四個席位之中的三個，剩下的一席則由卑詩新民主黨奪得。

### 聯邦大選
在聯邦下議院，列治文擁有兩個席位。現時加拿大自由黨囊括了這兩個席位。香港華裔保守黨議員黃陳小萍和趙錦榮在2021年加拿大聯邦大選被撃敗失去了席位。

## 交通運輸

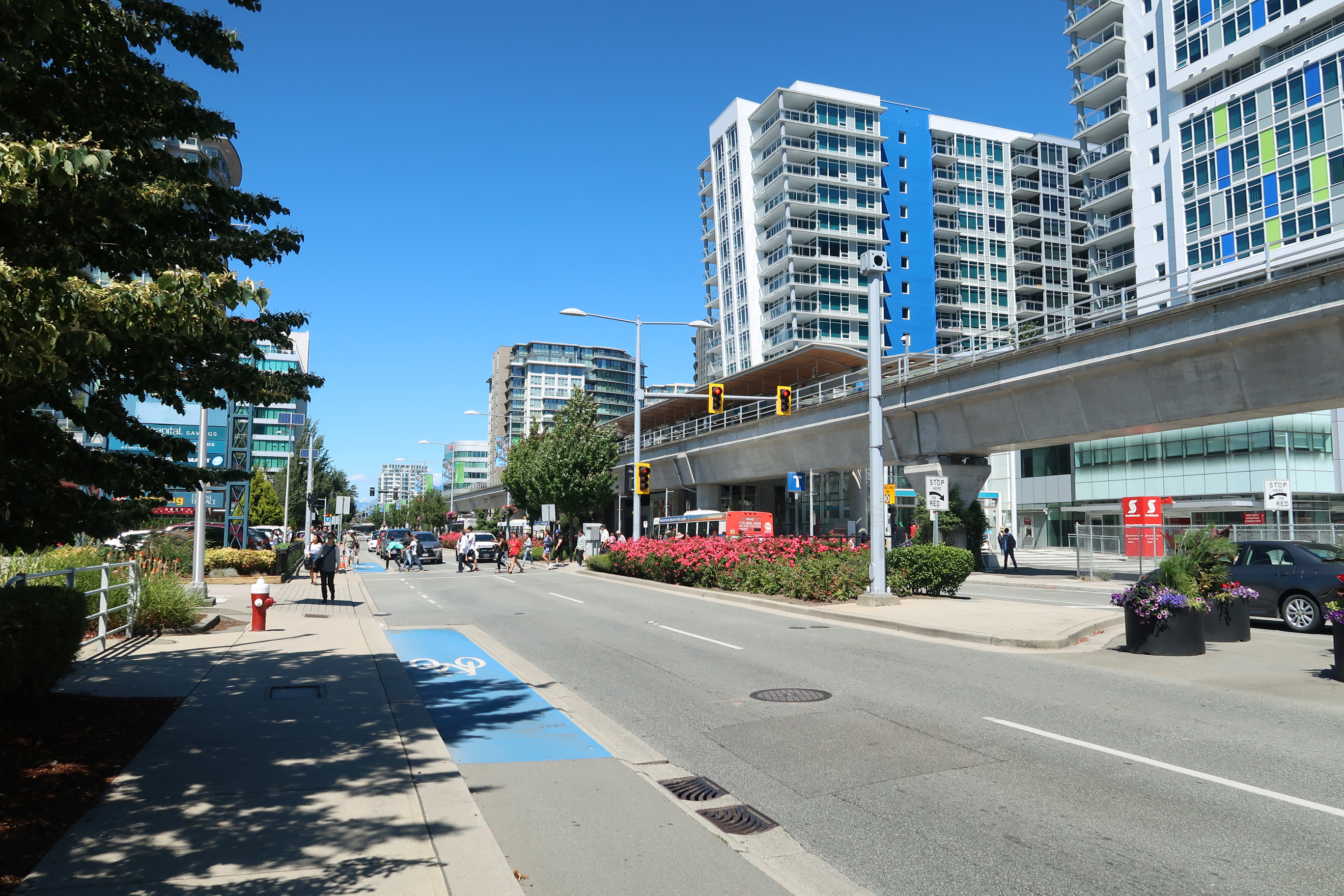
加拿大線提供往返列治文、機場和溫哥華市中心的服務

列治文通過橋樑與隧道連接北面的溫哥華和南面的三角洲區，另外通過二埠市在魯魯島東端的昆士堡社區進入二埠市的其他區域。
列治文由多條橋樑所連接—三條連接魯魯島到溫哥華國際機場所在的海島；一條連接海島到溫哥華（亞瑟·萊恩橋）；兩條連接魯魯島到溫哥華（渥街橋和乃街橋）。另外有一條水底隧道（喬治·馬西隧道）接駁到三角洲區。除了道路橋樑以外，列治文也有多條鐵道橋樑連接其他地方，為加拿大國家鐵路和加拿大太平洋鐵路服務。
列治文由兩條高速公路所貫穿：一為接駁溫哥華和美加邊境的卑詩省99號公路；另外是連接列治文、新西敏市和三角洲區的卑詩省91號公路。
列治文的公共交通服務是由運輸聯線（TransLink）營運，轄下的巴士服務包括在列市内行駛的路線，以及來回列治文和溫哥華市中心、素里市、二埠、本那比、三角洲和卑詩大學的聯外線。此外，2009年8月完工的溫哥華架空列車加拿大線連接列治文中心、機場和溫哥華市中心，並取代原先的快速巴士98 B-Line；該線在列市内的車站如下：
- 列治文（魯魯島）支線：橋港站、卡普斯坦站、時代坊站、蘭斯登站、列治文－布里格豪斯站
- 機場（海島）支線：橋港站、天普頓站、海島中心站、溫哥華國際機場站

坐落在海島的溫哥華國際機場充當了大溫地區空中樞紐的功能。它是全加拿大第二繁忙的機場，僅次於多倫多的皮爾遜國際機場，更是北美洲西岸最繁忙的國際機場之一。

## 經濟

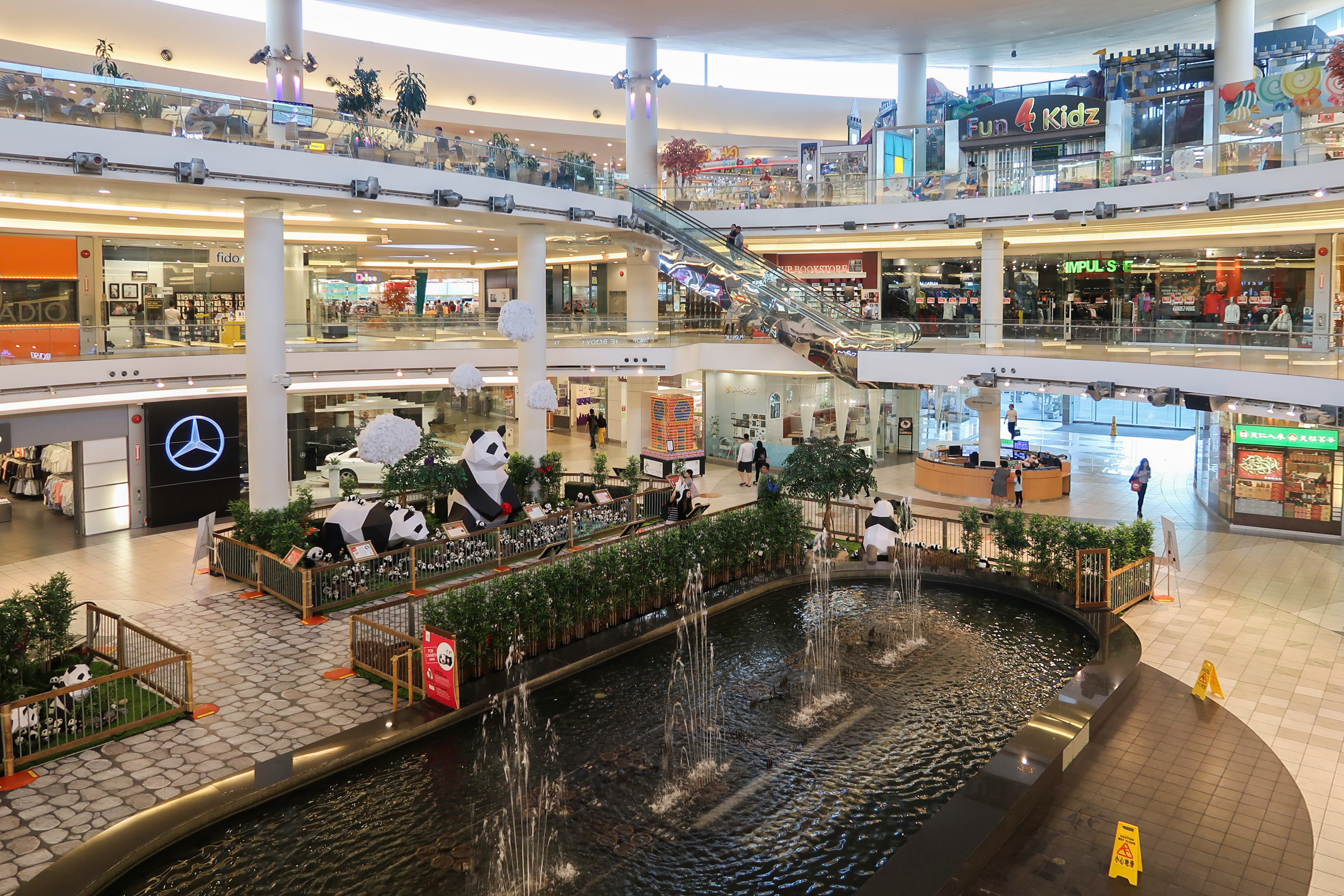
時代坊

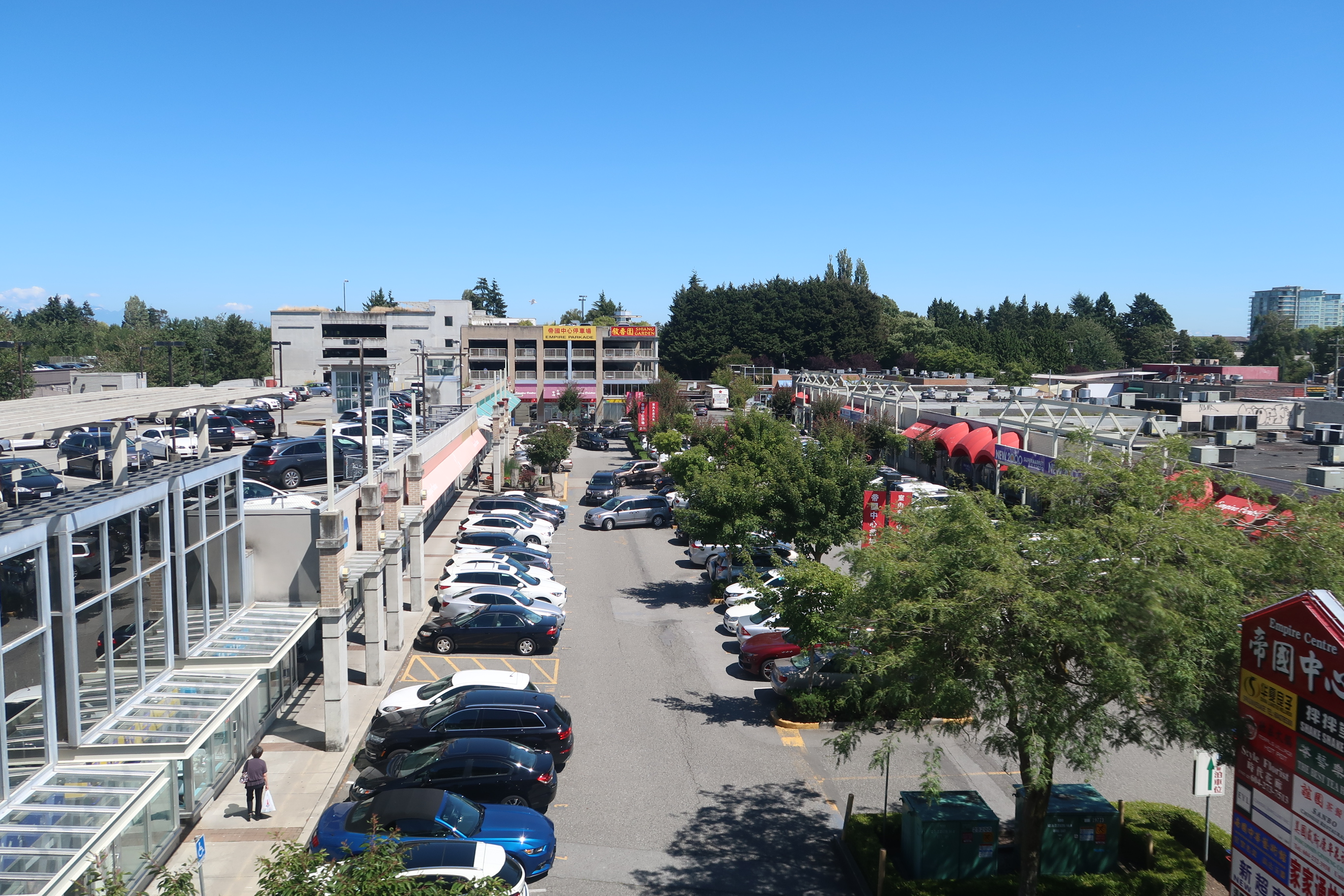
帝國中心

列治文一共提供了十萬個職位，範圍包括服務性行業、零售業、旅遊業、輕工業、機場服務業、航空業、農業、漁業、和政務業。另外，列治文的高科技企業在區內具有領導的地位。

### 農業
現時市內有4,800公頃的農業保留地，囊括了列治文東區的大部分土地。這些土地大多種植藍莓和小紅莓，但也會種植黑莓、草莓、玉米和馬鈴薯。

### 購物商場
列治文華人商場林立，大部分集中在市中心的數條主要街道上，因此這個地區就被列治文旅遊局定名為「黃金村」（Golden Village）。知名的華人商場有時代坊、統一廣場、百家店、和八佰伴中心等。另外列治文也有非華人開辦的商場，如列治文中心和蘭斯登購物中心。

### 列治文與好莱坞
有幾齣大製作電影和電視連續劇曾在史提夫斯頓村取景，如、《杀手本能》、《X檔案》、系列等。
奇幻花園（一個停止營運的花園城堡建築）在迪士尼頻道的電視電影《女巫一族2》中成為了萬聖節小鎮的場景，另外《杀手本能》也曾在這裡拍攝。
位於列治文海島的溫哥華國際機場也曾經成為多齣電影及電視連續劇的取材地點，通常作為西雅圖-塔科馬國際機場的替身 (如《失忆杀手》與)。它也曾在不少電影和連續劇裡擔當不同機場的替身，當中有、《牛仔褲的夏天》、和。

### 設廠公司
- Nintendo
- 大統華
- 溫哥華國際機場
- 新時代電視
- 加拿大中文電台AM1470/FM96.1
- 司亞樂（Sierra Wireless）總部

## 教育

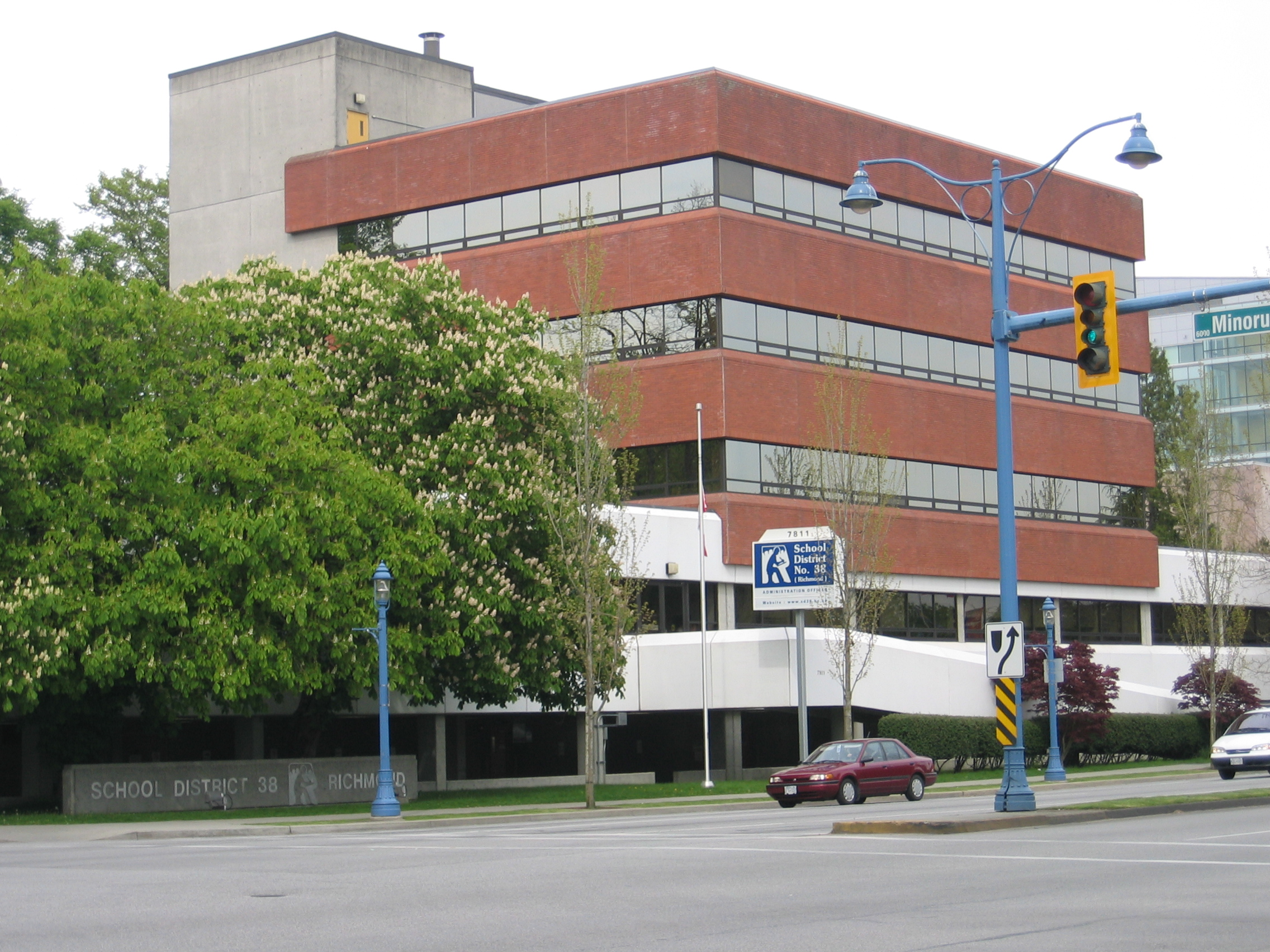
列治文校區的總部大樓

昆特侖理工大學的其中一所分校就在列治文，而卑詩理工學院則利用溫哥華國際機場附近的設施來教授航天科技和飛機維修課程。
列治文校區區內有11所中學以及38所小學。

## 體育
2010年冬季奥林匹克运动会的速度滑冰項目於新建的列治文奧林匹克橢圓速滑館舉行。速滑館鄰近連接溫哥華國際機場的二號路橋（No. 2 Road Bridge），設有8,000個座位。工程耗資約1億7800萬加元，由三級政府（聯邦、省、市）分擔一切費用，但基於費用的不斷飆升引起了社會的爭論。速度滑冰場於2008年末開幕；而在奧運完結之後，場館以康樂設施的型態供市民使用。

## 姊妹及友好城市
姊妹城市
- 中国厦门（2012年起）
- 加拿大魁北克皮埃爾方斯（Pierrefonds；1968年起；2002年併入蒙特婁）
- 日本和歌山（1973年起）

友好城市
- 中国青島（2008年起）

## 文化
列治文的史提夫斯頓村每年於加拿大日（7月1日）都會舉行鮭魚節。屆時在史提夫斯頓社區中心外面會擺賣烤鮭魚和舉行嘉年華會。各級政府的本地政治代表都經常以參加加拿大日遊行或派發加拿大國旗的形式出席這項活動。
2002年8月8日到12日期間史提夫斯頓主辦了大帆船節。估計在這5天裡面一共吸引了400,000人到史提夫斯頓。這個活動的成功超越了本來的預期，但同時卻給這個平靜的社區帶來交通混亂。由於停車場不足的緣故，本地的居民便想到以售賣私人車道和前院作停車空間生財。儘管這次活動很受歡迎，但它帶來的收入卻彌補不了開支，所以市政府決定從此不再舉行這類型的活動。
夏天期間列治文有一年一度的「列治文夜市」。夜市裡會擺賣各種各樣的商品與食物，更有些現場表演。這大型夜市每年都吸引很多低陸平原的居民參觀。
加拿大電視業界盛事双子座奖的2006年度頒獎典禮於列治文舉行，是該項頒獎典禮首次由加拿大西岸的城市舉行。

## 外部連結
- 列治文官方網頁 （页面存档备份，存于）
- 史提夫斯頓社區網頁
- “發現溫哥華”內關於列治文的文章
- 列治文中文黄页 （页面存档备份，存于）

## 周邊城鎮
49°11′N 123°8′W / 49.183°N 123.133°W